# Tomáš Knápek
Tomáš Knápek (* 2. září 1991 Žďár nad Sázavou) je český zápasník – judista.

## Sportovní kariéra
S judem začínal v rodném Žďáru nad Sázavou společně s bratrem Radimem pod vedením Věry Pelantové. V roce 2007 přestoupil na středoškolská studia do Plzně k trenéru Jiřímu Dolejšovi a od roku 2012 startuje za pražský klub USK. V širším výběru mužské reprezentace se pohyboval od roku 2013 ve střední váze do 90 kg a v polotěžké váze do 100 kg. Jako student vysoké školy Palestra reprezentoval Česko na Letní univerziádě v roce 2015 a 2017.
Civilním povoláním je policista. V roce 2016 a 2020 byl dvorním sparingpartener Lukáše Krpálka na olympijských hrách. Za nemalý podíl na zisku dvou zlatých olympijských medailí Krpálka dostal v srpnu 2021 od policejního prezident Jana Švejdara ocenění.

## Výsledky
| Olympijské hry     |     |   | —   |     |   |     | — |     |  |  |  |  |  |  |  |  |  |  |  |  |  |  |  |  |
| Mistrovství světa  | —   | — |     | —   | — | —   |   | —   |  |  |  |  |  |  |  |  |  |  |  |  |  |  |  |  |
| Evropské hry       |     |   |     |     |   | —   |   |     |  |  |  |  |  |  |  |  |  |  |  |  |  |  |  |  |
| Mistrovství Evropy | —   | — | —   | —   | — | —   | — | —   |  |  |  |  |  |  |  |  |  |  |  |  |  |  |  |  |
| Univerziáda        |     | — |     | —   |   | úč. |   | úč. |  |  |  |  |  |  |  |  |  |  |  |  |  |  |  |  |
| ME do 23 let       | —   | — | úč. | úč. |   |     |   |     |  |  |  |  |  |  |  |  |  |  |  |  |  |  |  |  |
| MS juniorů         | úč. |   |     |     |   |     |   |     |  |  |  |  |  |  |  |  |  |  |  |  |  |  |  |  |
| ME juniorů         | úč. |   |     |     |   |     |   |     |  |  |  |  |  |  |  |  |  |  |  |  |  |  |  |  |